# Liste der Kulturdenkmale in Kiel-Moorsee
In der Liste der Kulturdenkmale in Kiel-Moorsee sind alle Kulturdenkmale des Stadtteils Moorsee der schleswig-holsteinischen Landeshauptstadt Kiel aufgelistet (Stand: 10. März 2025).
Die Bodendenkmale sind in der Liste der Bodendenkmale in Kiel aufgeführt.

## Legende
In den Spalten befinden sich folgende Informationen:
- Objekt-ID: die Nummer des Kulturdenkmales
- Lage: die Adresse des Kulturdenkmales und die geographischen Koordinaten. Kartenansicht, um Koordinaten zu setzen. In der Kartenansicht sind Kulturdenkmale ohne Koordinaten mit einem roten Marker dargestellt und können in der Karte gesetzt werden. Kulturdenkmale ohne Bild sind mit einem blauen Marker gekennzeichnet, Kulturdenkmale mit Bild mit einem grünen Marker.
- Offizielle Bezeichnung: Bezeichnung des Kulturdenkmales
- Beschreibung: die Beschreibung des Kulturdenkmales
- Bild: ein Bild des Kulturdenkmales

## Bauliche Anlagen
| Objekt-ID | Lage                                      | Offizielle Bezeichnung    | Beschreibung | Bild            |
| --------- | ----------------------------------------- | ------------------------- | --- | --------------- |
| 46        | Poppenkamp 2 (54° 17′ 12″ N, 10° 8′ 2″ O) | ehem. Schule Poppenbrügge | In dem Gebäude befindet sich heute die SfS Schule für Schauspiel in der Landeshauptstadt Kiel. Alteintragung (Aktualisierung vorgesehen) - Begründung: Alteintragung (Aktualisierung vorgesehen) - Schutzumfang: Alteintragung (Aktualisierung vorgesehen) - Denkmaltyp: Bauliche Anlage | Fotos hochladen |
| 2881      | Steindamm (54° 16′ 18″ N, 10° 8′ 39″ O)   | Granitpflasterstraße      | Granitpflasterstraße, sog. Steindamm; 18./19. Jh.; ehem. Landweg von Kiel nach Kirchbarkau, gewundener Straßenverlauf zwischen Knicks, ca. 3 m breiter Pflasterstreifen aus teilweise grob behauenen Granitfindlingen, begleitender Sommerweg mit wassergebundener Decke - Begründung: geschichtlich, Kulturlandschaft prägend - Schutzumfang: Granitpflasterstraße - Denkmaltyp: Bauliche Anlage | Fotos hochladen |

## Quelle
- Liste der Kulturdenkmale in Schleswig-Holstein – Landeshauptstadt Kiel (PDF)

- Karte mit allen Koordinaten:
- OSM |
- WikiMap